# فرخنده شنگرفی
فرخندۀ شنگرفی (نام علمی: Calochaetes coccineus) یک گونه از پرندگان نوگرمسیری در خانوادۀ فرخندگان و تنها عضو از سردۀ Calochaetes است. فرخندۀ شنگرفی، به دلیل داشتن رنگ قرمز شنگرفی بدین نام نامگذاری شده است.
این گونه در کلمبیا، اکوادور و پرو یافت می‌شود و زیستگاه طبیعی آن جنگل‌های کوهستانی نمناک نیمه‌گرمسیری یا گرمسیری است.

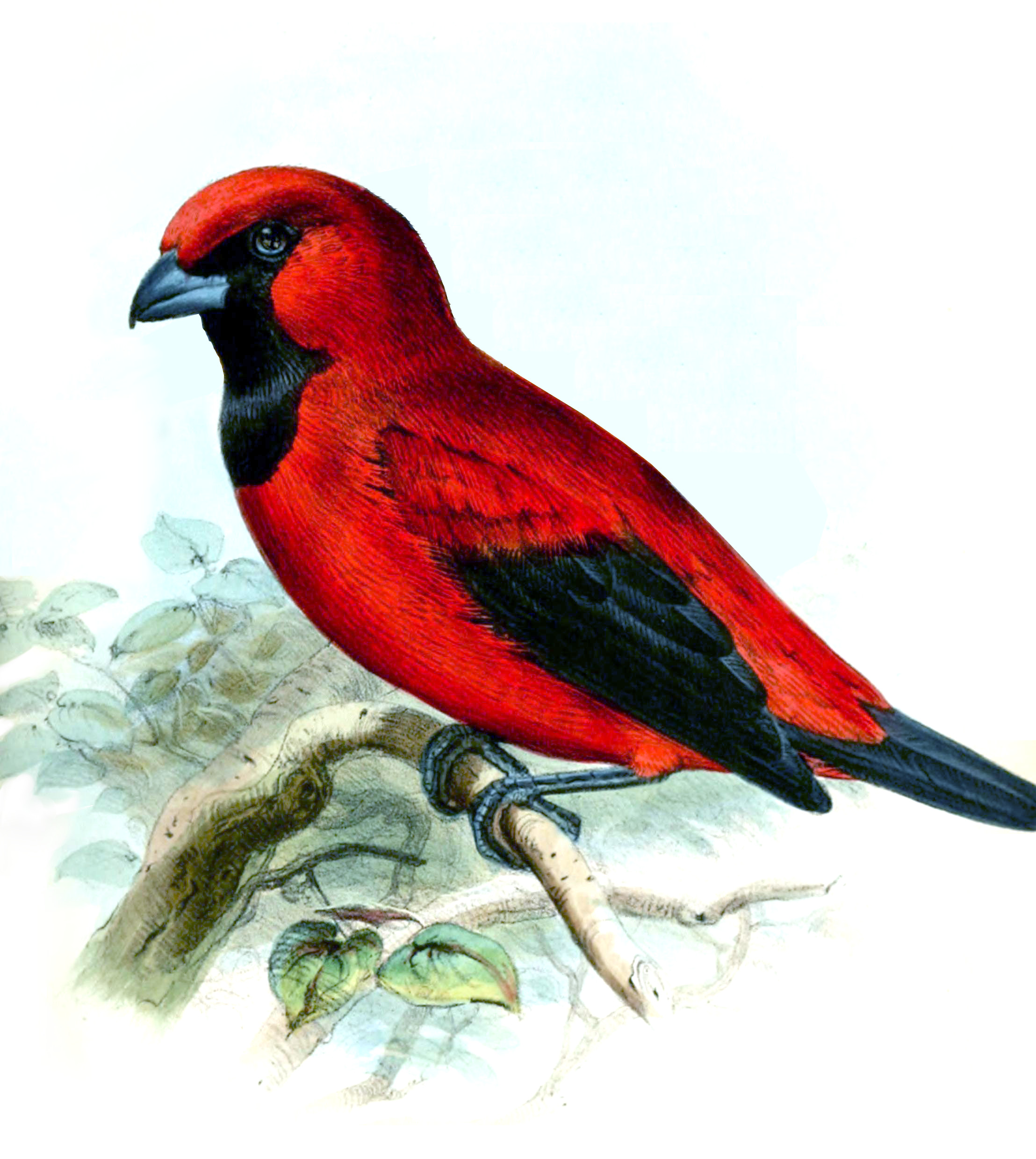